# Снеговской, Станислав Павлович
Станислав Павлович Снеговской (22 января 1937, Запорожье, Украинская ССР, СССР — 11 января 2019, Ростов-на-Дону) — российский актёр. Народный артист Республики Марий Эл (1996).

## Биография
Станислав Павлович Снеговской родился 22 января 1937 года в городе Запорожье Украинской ССР.
Отец — рабочий, служил в армии Семёна Будённого, мать — строитель.
В 1951 году окончил Сергеевскую среднюю школу Воронежской области, театр-студию города Воронежа при театре Ф. Шишигина, заочно, в 1958 году — театроведческий факультет ГИТИСа им. А. В. Луначарского. Службу на сцене начал в 1961 году в Орловском академическом театре им. И. С. Тургенева. В Йошкар-Оле — с 1968 года. Актёр Академического русского театра драмы имени Георгия Константинова.
Скончался в Ростове-на-Дону 11 января 2019 года.

## Творчество

### Роли в театре
- «Женитьба Белугина» (А. Н. Островский) — Андрей Белугин
- «Бешеные деньги» (А. Н. Островский) — Васильков
- «Гроза» (А. Н. Островский) — Кудряш
- «Лес» (А. Н. Островский) — Аркашка
- «Доходное место» (А. Н. Островский) — генерал Вышневский
- «Дворянское гнездо» (И. С. Тургенев) — Лаврецкий
- «Трамвай „Желание“» (Т. Уильямс) — Стэнли Ковальский
- «Зойкина квартира» (М. Булгаков) — Гусь-ремонтный
- «Поднятая целина» (М. Шолохов) — Нагульнов
- «Царь Фёдор Иоаннович» (А. Толстой)
- «Корсиканка» (И. Губач) — Наполеон
- «Загадка дома Вернье» (А. Кристи, Р. Тома) — капитан Симоне

## Достижения и награды
- Заслуженный артист Марийской АССР (1988)
- Народный артист Республики Марий Эл (1996)